# Saint-Léonard (Vosgi)
Saint-Léonard è un comune francese di 1 424 abitanti situato nel dipartimento dei Vosgi nella regione del Grand Est.

## Società

### Evoluzione demografica
Abitanti censiti